# Hextable
Hextable är en ort och civil parish i grevskapet Kent i sydöstra England. Orten ligger i distriktet Sevenoaks, direkt norr om Swanley och cirka 4,5 kilometer sydväst om Dartford. Tätorten (built-up area) hade 4 094 invånare vid folkräkningen år 2021.